# Rybitwa czarna
Rybitwa czarna, rybitwa żałobna (Chlidonias niger) – gatunek średniego, wędrownego ptaka wodnego z rodziny mewowatych (Laridae).

## Występowanie
Zamieszkuje umiarkowaną strefę Europy (prócz Wielkiej Brytanii), zachodniej Azji i Ameryki Północnej w zależności od podgatunku:
- rybitwa czarna[5] (Chlidonias niger niger) – od południowej części Półwyspu Skandynawskiego po południowy skraj Półwyspu Iberyjskiego i na wschód przez wschodnią Europę i zachodnią Azję po jezioro Bałchasz i góry Ałtaj. Zimuje głównie na wybrzeżach zachodniej i południowo-zachodniej Afryki (od Senegalu po RPA), lecąc tam wzdłuż wybrzeży Atlantyku; największe skupiska zimujących ptaków spotykane są w Namibii; część osobników zimuje wzdłuż Nilu w Egipcie i Sudanie[7].

W Polsce nielicznie gnieździ się na znacznej części niżu, częściej na wschodzie kraju. Przeloty w kwietniu–maju i sierpniu–październiku. Powraca przez południowo-zachodnią i środkową Europę.
- rybitwa okopcona[5] (Chlidonias niger surinamensis) – od Wielkiego Jeziora Niewolniczego, południowego biegu Mackenzie i środkowej Manitoby po Kalifornię na południu, a na wschodzie po Wielkie Jeziora Północnoamerykańskie, północno-zachodnią Pensylwanię i północno-zachodnią część stanu Nowy Jork. Zimuje w Ameryce Środkowej i na wybrzeżach północnej części Ameryki Południowej. Niekiedy uznawana za osobny gatunek Chlidonias surinamensis.

## Charakterystyka

### Cechy gatunku
Ptak niewielkich rozmiarów, większy od szpaka. Brak wyraźnego dymorfizmu płciowego, samica jest jedynie nieco jaśniejsza od samca. W rzucającym się w oczy upierzeniu godowym grzbiet, kuper, wierzch ogona i pokrywy skrzydłowe szaroczarne. Pokrywy podskrzydłowe jasnoszare, podogonie i spodnia strona ogona białe, reszta ciała czarna. Samica ma jaśniejsze ubarwienie, zwłaszcza na podgardlu. Dziób czarny, nogi ciemnoczerwone. W szacie spoczynkowej od lipca wierzch ciała poza głową szary. Ciemię, potylica i półobroża na karku ciemne, reszta ciała biała. Na skrzydłach po bokach widać czarne plamy. Zimą nogi ma czerwonobrązowe. Oko znajduje się w ciemnej otoczce. Ogon jest tylko lekko wcięty. Osobniki młodociane podobne do dorosłych w szacie spoczynkowej, jednak ich grzbiet i pokrywy skrzydłowe pokrywają ciemne plamki. C. n. surinamensis jest ciemniejsza.

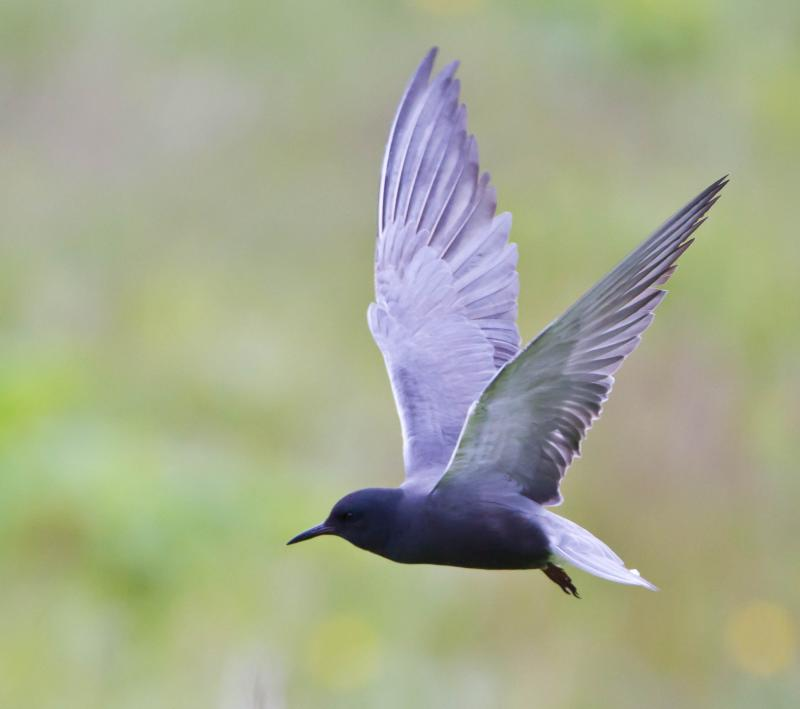
Osobnik w szacie godowej w locie

Dużo lata, prawie nie chodzi po lądzie. Wędrując, skupia się w grupy po kilkanaście osobników, rzadziej w kilkudziesiętne stada.

### Wymiary średnie
długość ciała 23–28 cm
rozpiętość skrzydeł 57–65 cm
masa ciała 60–86 g

### Głos
Dorosłe ptaki wydają gulgoczące i nosowe „kri-hk” lub „kirr”.

## Biotop
Bogate w roślinność bagna, podmokłe łąki, torfianki, starorzecza z niską roślinnością szuwarową, rozlewiska rzeczne i inne śródlądowe zarośnięte zbiorniki wodne.

## Okres lęgowy

### Toki
Na lęgowiskach nie spędza wiele czasu. Wraca na nie dopiero pod koniec kwietnia, częściej w maju. Do Afryki odlatuje już od lipca. W trakcie swych lotów godowych lata faliście, na przemian wznosząc się i opadając bez poruszania skrzydłami. Pary są monogamiczne.

### Gniazdo

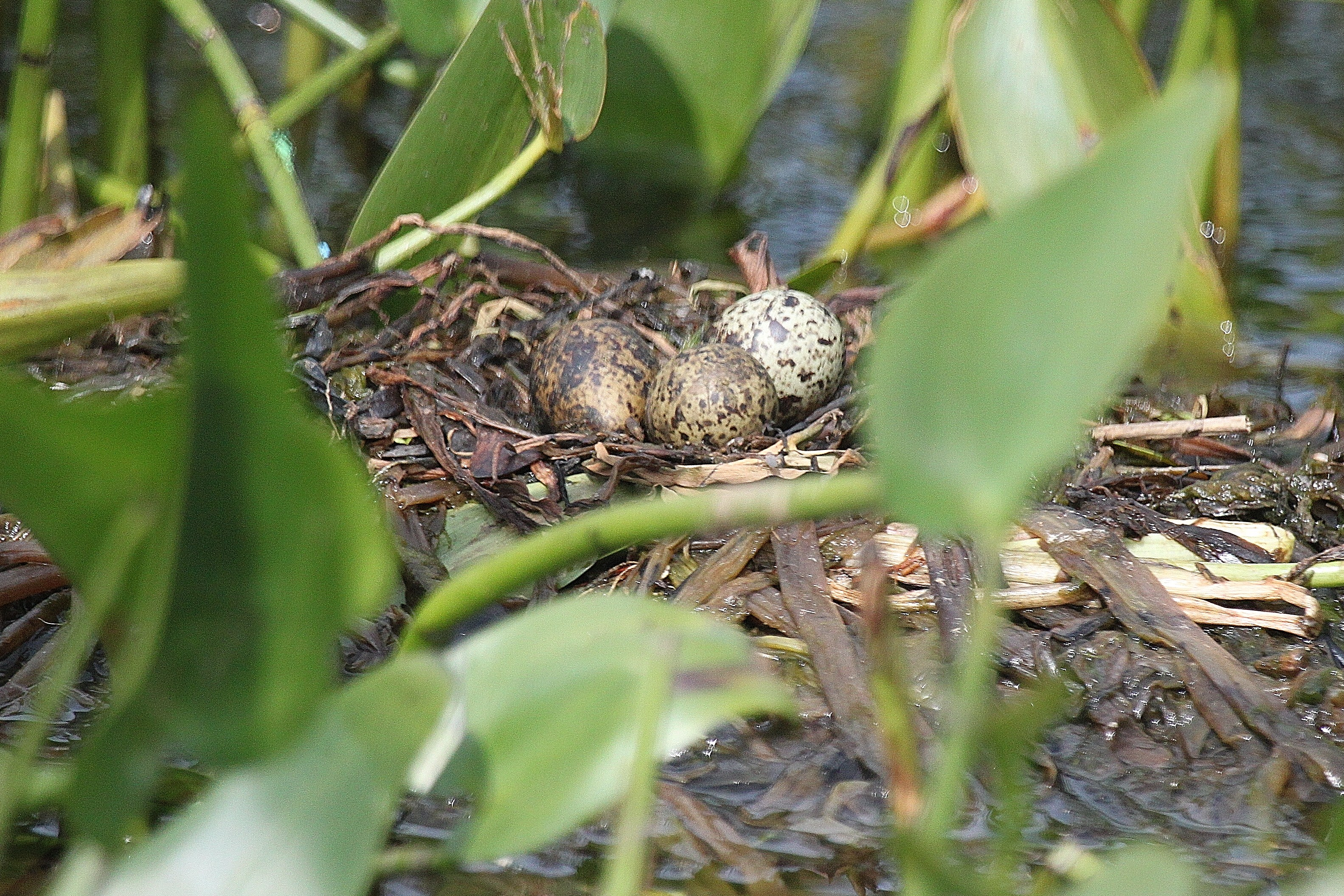
Gniazdo z jajami

Na kępie roślinności błotnej, na brzegu wody lub na połamanych lub skoszonych fragmentach trzciny unoszącej się na powierzchni, w nisko zanurzonej roślinności. W ostatnim przypadku tak niestabilna konstrukcja (wyglądająca jak unoszący się na kożuchu roślin kopiec) często kończy się dla rybitwy utratą lęgu. Mocniejsza fala może zalać lub zniszczyć jej gniazdo. Tworzy kolonie od kilku do kilkuset par, często z innymi rybitwami lub mewami.

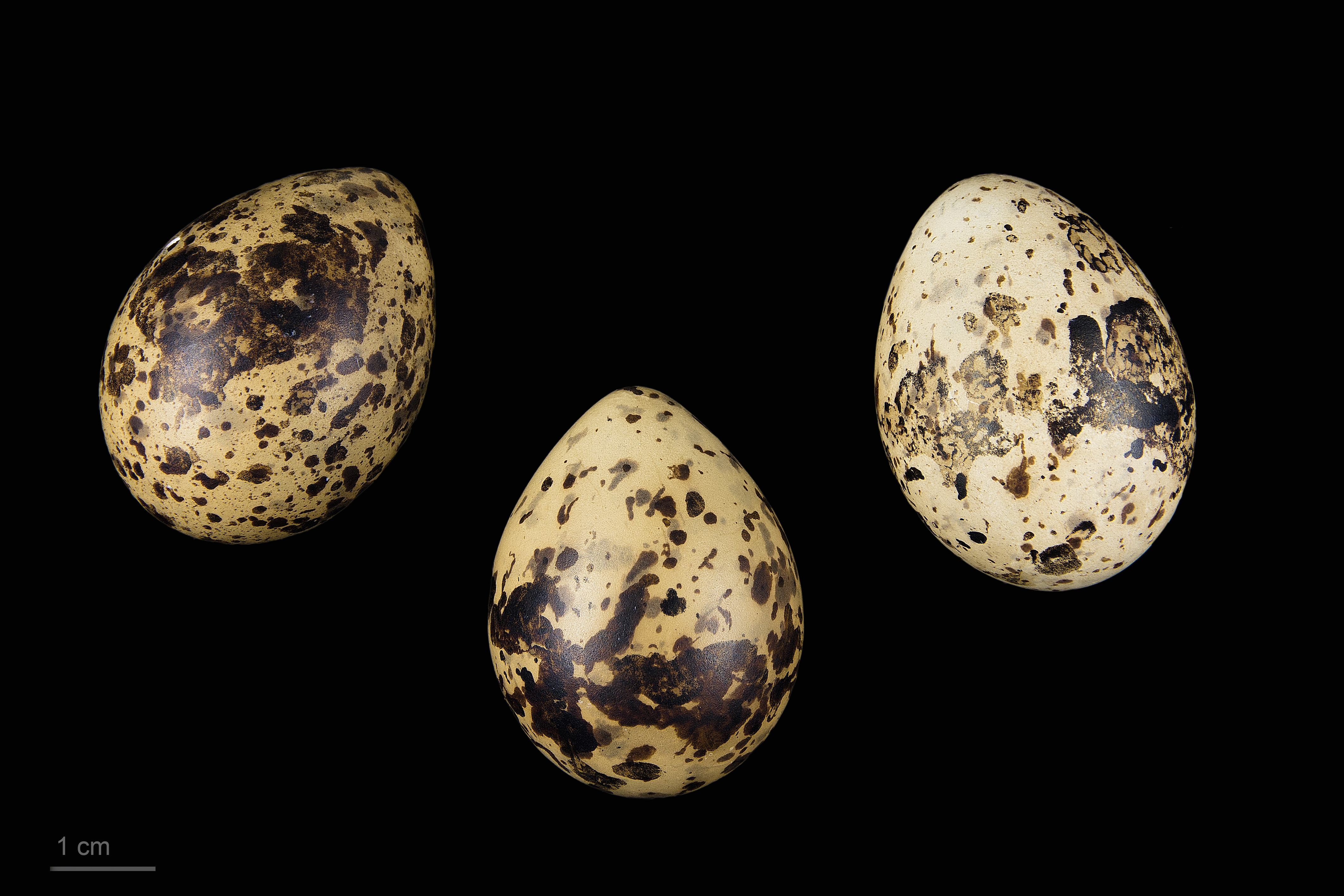
Jaja z kolekcji muzealnej

### Jaja
W ciągu roku wyprowadza jeden lęg, składając w maju–czerwcu 2–3 brunatnożółte jaja usiane brunatnymi kropkami.

### Wysiadywanie
Jaja wysiadywane są przez okres 14–23 dni przez obydwoje rodziców. Samiec wysiaduje rzadziej, ale za to rekompensuje to karmieniem samicy. Rodzice wychowują młode oboje i karmią je, nawet jeśli są już lotne. Pisklęta opuszczają gniazdo jedynie, jeśli grozi im niebezpieczeństwo. Mają rudawożółty puch usiany w czarne plamki. Zdolność do lotu osiągają po 4 tygodniach.

## Pożywienie
Głównie lądowe i wodne bezkręgowce m.in. owady wodne i ich larwy, pijawki, pierścienice, pająki, ale również małe ryby i płazy, w tym kijanki. Rybitwa łowi je lekko lecąc pod wiatr nad wodą na różnej wysokości z głową pochyloną w dół. Często zawisa w powietrzu i rzuca się na ofiarę z wysokości 2–3 metrów. Jednak nie nurkuje, tylko dziobem muska powierzchnię wody. Zbiera też pokarm z roślin. Owady może wyłapywać w locie.

## Status i ochrona
Międzynarodowa Unia Ochrony Przyrody (IUCN) uznaje rybitwę czarną za gatunek najmniejszej troski (LC – least concern) nieprzerwanie od 1988 roku. Liczebność światowej populacji, według szacunków organizacji Wetlands International z 2015 roku, mieści się w przedziale 800 000 – 1 750 000 osobników. Ogólny trend liczebności populacji uznawany jest za spadkowy.
W Polsce jest objęta ścisłą ochroną gatunkową oraz wymagająca ochrony czynnej, dodatkowo obowiązuje zakaz fotografowania, filmowania lub obserwacji, mogących powodować płoszenie lub niepokojenie. W latach 2013–2018 liczebność rybitwy czarnej na terenie kraju szacowano na 2000–3000 par lęgowych. Jej liczebność spada w średnim tempie około 6% rocznie. Na Czerwonej liście ptaków Polski sklasyfikowana została jako gatunek narażony (VU).
Do końca XIX wieku rybitwa czarna była pospolitym ptakiem na stawach, rozlewiskach rzecznych i jeziorach. W pierwszej połowie XX wieku, a zwłaszcza w czasie II wojny światowej zaczęła tracić swe naturalne siedliska przez osuszanie i melioracje wielu terenów w Europie. Zaczęła przenosić się na siedliska zastępcze jak stawy rybne, zbiorniki zaporowe, zalane wodą płytkie wyrobiska. Obecnie zagraża jej likwidowanie wysp na dużych rzekach i stawach hodowlanych.